# Jim Starlin
James Patrick "Jim" Starlin (Detroit, 9 de outubro de 1949) é um autor de histórias em quadrinhos estadunidense. Começou sua carreira na década de 1970, trabalhando nas mais importantes editoras de quadrinhos dos Estados Unidos, como a Marvel e a DC Comics. É conhecido por ser o criador de Thanos, Drax, o Destruidor, Shang-Chi, Starfox e da série Dreadstar, além de ter escrito clássicas histórias como Batman: Morte em Família, Odisseia Cósmica, Desafio Infinito e reformulações bem-sucedidas do Capitão Marvel e de Adam Warlock para a Marvel Comics.

## Biografia
Nascido no ano de 1949, em Detroit, Michigan, Jim Starlin serviu na Marinha dos Estados Unidos durante a Guerra do Vietnã.
Começou efetivamente sua carreira como quadrinista na década de 1970, quando recebeu uma oportunidade de arte-finalizar alguns números da revista The Amazing Spider-Man. Poucos meses depois, aceitou uma oferta para Iron Man #55, onde criou os personagens Thanos e Drax, o Destruidor.